# フェルナンド・アモレビエタ
フェルナンド・ガブリエル・アモレビエタ・マルダラス（Fernando Gabriel Amorebieta Mardaras，1985年3月21日 - ）は、ベネズエラ・アンソアテギ州カンタウラ出身の元サッカー選手。現役時代のポジションはディフェンダー（センターバック）。
両親がスペイン・バスク州出身である。ベネズエラ生まれで同国籍を持っているが、育ったのはバスク州ビスカヤ県イウレタである。

## 経歴

### クラブ
2006年1月7日、デポルティーボ・ラ・コルーニャ戦でデビューした。その試合は0-1で敗れた。デビュー戦から11試合連続で出場し、すぐさまポジションを獲得した。2005-06シーズンはシーズン終了までの19試合のうち15試合に出場した。イエローカード9枚・レッドカード1枚と、カードを貰うことが多かった。2006-07シーズンは中盤戦に10試合連続フル出場するなど、27試合に出場した。2007年2月25日のFCバルセロナ戦ではリュドヴィク・ジュリのパスをカットしようとした際にオウンゴールを喫した。
2007-08シーズンは34試合と出場機会を増やした。2008年3月30日のレクレアティーボ・ウェルバ戦でもオウンゴールを記録した。2008-09シーズンは30試合に出場した。2009-10シーズンは不動のレギュラーとしてリーグ戦34試合、UEFAヨーロッパリーグ7試合（すべて先発出場）に出場した。2011年12月4日のRCDマヨルカ戦 (1-1) で念願のゴールを記録し、2011-12シーズンはこのゴールを含む3得点を記録した。
2013年5月22日、フラムFCへの移籍が発表された。2015年3月25日、ジェームズ・ハズバンドと入れ替わる形でミドルズブラFCにシーズンいっぱいまでの期限付き移籍で加入した。同年8月28日、再びリヴァーサイド・スタジアムをホームに1シーズンプレーすることとなった。
2016年7月25日、スポルティング・デ・ヒホンへ移籍。
2017年7月18日、CAインデペンディエンテと2年契約を結んだ。
2019年1月14日、セロ・ポルテーニョへ移籍した。

### 代表
ほとんどのスペインアンダー代表に選出された。2008年8月20日のビセンテ・デル・ボスケ監督初采配となるデンマーク戦にアンドニ・イラオラやディエゴ・カペル、ボージャン・クルキッチなどとともに初招集されたが、出場はならなかった。
2007年6月、バスク代表（FIFA未加盟）としてベネズエラと対戦した。サン・クリストバルで行われたその試合は4-3でバスク代表が勝利した。ポリデポルティーボ・デ・プエブロ・ヌエボの増席後初めての試合だった。
その後ベネズエラ代表を選択し、2011年9月2日のアルゼンチン戦にベネズエラ代表として初出場した。同年10月11日の2014 FIFAワールドカップ・南米予選のアルゼンチン戦で代表初得点となる決勝ゴールを挙げた。

## 個人成績
| クラブ     | シーズン | リーグ | リーグ | カップ | カップ | 国際大会 | 国際大会 | その他 | その他 | 合計 | 合計 |
| クラブ     | シーズン | 出場   | 得点   | 出場   | 得点   | 出場     | 得点     | 出場   | 得点   | 出場 | 得点 |
| ---------- | -------- | ------ | ------ | ------ | ------ | -------- | -------- | ------ | ------ | ---- | ---- |
| バスコニア | 2003-04  | 26     | 1      | –      | –      | –        | –        | –      | –      | 26   | 1    |
| ビルバオB  | 2004-05  | 24     | 1      | –      | –      | –        | –        | –      | –      | 24   | 1    |
| ビルバオB  | 2005-06  | 11     | 0      | –      | –      | –        | –        | –      | –      | 11   | 1    |
| ビルバオ   | 2005-06  | 15     | 0      | 2      | 0      | –        | –        | 2      | 0      | 19   | 0    |
| ビルバオ   | 2006-07  | 27     | 0      | 1      | 0      | –        | –        | –      | –      | 28   | 0    |
| ビルバオ   | 2007-08  | 34     | 0      | 6      | 1      | –        | –        | –      | –      | 40   | 1    |
| ビルバオ   | 2008-09  | 29     | 0      | 7      | 0      | –        | –        | –      | –      | 36   | 0    |
| ビルバオ   | 2009-10  | 34     | 0      | 2      | 0      | 11       | 0        | 0      | 0      | 47   | 0    |
| ビルバオ   | 2010-11  | 17     | 0      | 0      | 0      | –        | –        | –      | –      | 17   | 0    |
| ビルバオ   | 2011-12  | 28     | 3      | 8      | 0      | 14       | 0        | –      | –      | 50   | 3    |
| ビルバオ   | 2012-13  | 11     | 0      | 2      | 0      | 4        | 0        | –      | –      | 17   | 0    |
| フラム     | 2013-14  | 23     | 1      | 3      | 0      | –        | –        | 0      | 0      | 26   | 1    |

## タイトル
スペイン U-19
- UEFA U-19欧州選手権 : 2004